# Bimbieryszki
Bimbieryszki (lit. Bimberiškė) – dawna wieś na Litwie, w okręgu uciańskim, w rejonie ignalińskim, w gminie Dukszty.

## Historia
W czasach zaborów zaścianek w powiecie nowoaleksandrowskim, w guberni wileńskiej Imperium Rosyjskiego.
W dwudziestoleciu międzywojennym zaścianki Bimbieryszki I, Bimbieryszki II, Bimbieryszki III, Bimbieryszki IV i Bimbieryszki V leżały w Polsce, w województwie nowogródzkim (od 1926 w województwie wileńskim), w powiecie brasławskim (od 1926 w powiecie święciańskim), w gminie Dukszty.
Powszechny Spis Ludności z 1921 roku nie podał danych dotyczących miejscowości. W 1931 zamieszkiwało:
- Bimbieryszki I  – w 1 domu 4 osoby[4].
- Bimbieryszki II  – w 2 domach 7 osób[4].
- Bimbieryszki III  – w 2 domach 8 osób[4].
- Bimbieryszki IV  – w 1 domu 4 osoby[4].
- Bimbieryszki V  – w 4 domach 18 osób[4].

Wierni należeli do parafii rzymskokatolickiej w Duksztach. Podlegała pod Sąd Grodzki w Święcianach i Okręgowy w Wilnie; właściwy urząd pocztowy mieścił się w m. Duksztach.